# Victoria (pomme de terre)
Pour les articles homonymes, voir Victoria.
La victoria est une variété cultivée de pomme de terre issue du croisement entre les variétés 'agria' et 'Rop J 861' réalisé aux Pays-Bas en 1996 par la société HZPC Holland BV.
En Europe, cette variété est inscrite depuis le 6 février 1996 au catalogue commun des variétés des espèces agricoles et plants de pomme de terre ainsi que sur les catalogues nationaux de neuf pays membres de l'Union européenne : Bulgarie, Estonie, Finlande, France, Lituanie, Luxembourg, Pays-Bas, République tchèque et Suisse.

## Origine génétique
'Victoria' est une création de l'obtenteur néerlandais HZPC obtenue en 1996 par le croisement de la variété allemande 'Agria' avec une variété néerlandaise. Par la première, c'est une descendante (3e génération) de la 'Bintje'.

### Pedigree
| 'Quarta' Kartoffelzucht Böhm (Allemagne, 1979) | 'Quarta' Kartoffelzucht Böhm (Allemagne, 1979) | 'Quarta' Kartoffelzucht Böhm (Allemagne, 1979) | 'Quarta' Kartoffelzucht Böhm (Allemagne, 1979) | 'Quarta' Kartoffelzucht Böhm (Allemagne, 1979) | 'Quarta' Kartoffelzucht Böhm (Allemagne, 1979) |                                               |                                               | 'Semlo' (Allemagne, 1978)                     | 'Semlo' (Allemagne, 1978)                     | 'Semlo' (Allemagne, 1978) | 'Semlo' (Allemagne, 1978) | 'Semlo' (Allemagne, 1978) | 'Semlo' (Allemagne, 1978) |            |  |  |  |  |  | 'ZPC 70 D 125' ZPC (Pays-Bas) | 'ZPC 70 D 125' ZPC (Pays-Bas) | 'ZPC 70 D 125' ZPC (Pays-Bas) | 'ZPC 70 D 125' ZPC (Pays-Bas) | 'ZPC 70 D 125' ZPC (Pays-Bas)      | 'ZPC 70 D 125' ZPC (Pays-Bas)      |                                    |                                    | 'Ropta B 38' Ropta (Pays-Bas)      | 'Ropta B 38' Ropta (Pays-Bas)      | 'Ropta B 38' Ropta (Pays-Bas) | 'Ropta B 38' Ropta (Pays-Bas) | 'Ropta B 38' Ropta (Pays-Bas) | 'Ropta B 38' Ropta (Pays-Bas) |  |  |  |  |  |  |  |  |  |  |  |  |  |  |  |  |  |  |  |  |  |  |  |  |  |  |
| 'Quarta' Kartoffelzucht Böhm (Allemagne, 1979) | 'Quarta' Kartoffelzucht Böhm (Allemagne, 1979) | 'Quarta' Kartoffelzucht Böhm (Allemagne, 1979) | 'Quarta' Kartoffelzucht Böhm (Allemagne, 1979) | 'Quarta' Kartoffelzucht Böhm (Allemagne, 1979) | 'Quarta' Kartoffelzucht Böhm (Allemagne, 1979) |                                               |                                               | 'Semlo' (Allemagne, 1978)                     | 'Semlo' (Allemagne, 1978)                     | 'Semlo' (Allemagne, 1978) | 'Semlo' (Allemagne, 1978) | 'Semlo' (Allemagne, 1978) | 'Semlo' (Allemagne, 1978) |            |  |  |  |  |  | 'ZPC 70 D 125' ZPC (Pays-Bas) | 'ZPC 70 D 125' ZPC (Pays-Bas) | 'ZPC 70 D 125' ZPC (Pays-Bas) | 'ZPC 70 D 125' ZPC (Pays-Bas) | 'ZPC 70 D 125' ZPC (Pays-Bas)      | 'ZPC 70 D 125' ZPC (Pays-Bas)      |                                    |                                    | 'Ropta B 38' Ropta (Pays-Bas)      | 'Ropta B 38' Ropta (Pays-Bas)      | 'Ropta B 38' Ropta (Pays-Bas) | 'Ropta B 38' Ropta (Pays-Bas) | 'Ropta B 38' Ropta (Pays-Bas) | 'Ropta B 38' Ropta (Pays-Bas) |  |  |  |  |  |  |  |  |  |  |  |  |  |  |  |  |  |  |  |  |  |  |  |  |  |  |
|                                                |                                                |                                                |                                                |                                                |                                                |                                               |                                               |                                               |                                               |                           |                           |                           |                           |            |  |  |  |  |  |                               |                               |                               |                               |                                    |                                    |                                    |                                    |                                    |                                    |                               |                               |                               |                               |  |  |  |  |  |  |  |  |  |  |  |  |  |  |  |  |  |  |  |  |  |  |  |  |  |  |
|                                                |                                                |                                                |                                                | 'Agria' Kartoffelzucht Böhm (Allemagne, 1985)  | 'Agria' Kartoffelzucht Böhm (Allemagne, 1985)  | 'Agria' Kartoffelzucht Böhm (Allemagne, 1985) | 'Agria' Kartoffelzucht Böhm (Allemagne, 1985) | 'Agria' Kartoffelzucht Böhm (Allemagne, 1985) | 'Agria' Kartoffelzucht Böhm (Allemagne, 1985) |                           |                           |                           |                           |            |  |  |  |  |  |                               |                               |                               |                               | 'Ropta J 861' Ropta-ZPC (Pays-Bas) | 'Ropta J 861' Ropta-ZPC (Pays-Bas) | 'Ropta J 861' Ropta-ZPC (Pays-Bas) | 'Ropta J 861' Ropta-ZPC (Pays-Bas) | 'Ropta J 861' Ropta-ZPC (Pays-Bas) | 'Ropta J 861' Ropta-ZPC (Pays-Bas) |                               |                               |                               |                               |  |  |  |  |  |  |  |  |  |  |  |  |  |  |  |  |  |  |  |  |  |  |  |  |  |  |
|                                                |                                                |                                                |                                                | 'Agria' Kartoffelzucht Böhm (Allemagne, 1985)  | 'Agria' Kartoffelzucht Böhm (Allemagne, 1985)  | 'Agria' Kartoffelzucht Böhm (Allemagne, 1985) | 'Agria' Kartoffelzucht Böhm (Allemagne, 1985) | 'Agria' Kartoffelzucht Böhm (Allemagne, 1985) | 'Agria' Kartoffelzucht Böhm (Allemagne, 1985) |                           |                           |                           |                           |            |  |  |  |  |  |                               |                               |                               |                               | 'Ropta J 861' Ropta-ZPC (Pays-Bas) | 'Ropta J 861' Ropta-ZPC (Pays-Bas) | 'Ropta J 861' Ropta-ZPC (Pays-Bas) | 'Ropta J 861' Ropta-ZPC (Pays-Bas) | 'Ropta J 861' Ropta-ZPC (Pays-Bas) | 'Ropta J 861' Ropta-ZPC (Pays-Bas) |                               |                               |                               |                               |  |  |  |  |  |  |  |  |  |  |  |  |  |  |  |  |  |  |  |  |  |  |  |  |  |  |
|                                                |                                                |                                                |                                                |                                                |                                                |                                               |                                               |                                               |                                               |                           |                           |                           |                           |            |  |  |  |  |  |                               |                               |                               |                               |                                    |                                    |                                    |                                    |                                    |                                    |                               |                               |                               |                               |  |  |  |  |  |  |  |  |  |  |  |  |  |  |  |  |  |  |  |  |  |  |  |  |  |  |
|                                                |                                                |                                                |                                                |                                                |                                                |                                               |                                               |                                               |                                               |                           |                           |                           |                           | 'Victoria' |  |  |  |  |  |                               |                               |                               |                               |                                    |                                    |                                    |                                    |                                    |                                    |                               |                               |                               |                               |  |  |  |  |  |  |  |  |  |  |  |  |  |  |  |  |  |  |  |  |  |  |  |  |  |  |

## Principales caractéristiques
Tubercule : ovales à ovales longs ; peau lisse à réticulée de couleur chamois ; chair jaune.
Germe : sphériques ; rouge violet.
Plante : grands, dressés.
Tige : épaisses, peu pigmentées.
Feuille : vert foncé, semi-ouvertes.
Fleur : nombreuses, corolle blanche, anthères orange.